# Dominik Stroukal
Dominik Stroukal (* 18. června 1987) je český ekonom, expert na kryptoměny, bývalý ředitel Liberálního institutu, bývalý politik a bývalý ředitel českého a slovenského Ludwig von Mises institutu. V současné době vyučuje na Metropolitní univerzita Praha a vyučuje ekonomii na několika středních školách. Do začátku roku 2021 byl hlavním ekonomem banky Creditas. Od října 2018 měl vlastní pořad Kdo to platí na internetové televizi MALL.TV. Stroukal byl také členem Strany svobodných občanů, kde mimo jiné působil i jako člen republikového výboru.

## Kariéra
Dominik Stroukal vystudoval Národohospodářskou fakultu VŠE, kde získal titul Ing. a Fakultu sociálních věd Univerzity Karlovy, kde se věnoval mediálním studiím a získal zde titul Mgr. V roce 2017 dokončil doktorské studium na VŠE a získal titul Ph.D. Od roku 2017 do roku 2018 pracoval jako ředitel Liberálního institutu, prvního českého liberálního think tanku. Na začátku roku 2018 odešel do společnosti Roklen. Několik let také vedl Ludwig von Mises institut, který byl založen na památku ekonoma Rakouské ekonomické školy, Ludwiga von Misese. Pracoval jako hlavní ekonom banky Creditas a platební instituce Roger. Do roku 2022 vedl katedru ekonomie na VŠ CEVRO Institut. V současnosti Stroukal přednáší na Metropolitní univerzitě Praha. Je také členem Národní ekonomické rady vlády (NERV).

## Kryptoměny
Dominik Stroukal napsal spolu s Janem Skalickým první českou knihu o Bitcoinu a dalších kryptoměnách. Bitcoin: Peníze budoucnosti vyšla poprvé v roce 2015. Její druhé vydání vyšlo v roce 2018 a třetí v roce 2021 v nakladatelství Grada.
Je ředitelem společnosti Bitcoin Consulting a zakladatelem společnosti Bit Agency.